# Вхождение Алтая в состав Русского государства
Вхождение Алтая в состав Русского государства — сложный и многогранный процесс вхождения севера исторической провинции Алтай, заселённой различными тюркскими народами, такими как сибирские татары, кумандинцы, телеуты, собственно алтайцы, которых русские колонисты называли «белыми калмыками», (включая этнографические группы теленгиты, тубалары, челканцы) и казахи, в состав России, длившийся с XVII по вторую половину XIX века.
В начале XVII века на Алтае существовало множество отоков, входивших в конфедерацию. После строительства Кузнецкого острога в 1618 года началось приведение жителей Алтая в зависимость от России.
Русские отряды появились на Алтае в начале XVII века. В 1633 и 1642 годах отряды сына боярского П. Сабанского доходили до Телецкого озера, где наносили поражение местным жителям
На земли Горного Алтая так же претендовали и джунгары, которые начали собирать дань с алтайских отоков в 30-70-е годы XVII века. В середине XVII века Россия и Джунгария смогли договориться об официальном признании спорного населения, то есть жителей Горного Алтая, данниками обеих стран
Заселение русскими Верхнего Приобья и предгорий Алтая началось во второй половине XVII века. Освоение же Алтая началось после того, как были сооружены Бикатунская (1709), Белоярская (1717) и Бийская (1718) крепости.
С целью разведки ценных месторождений руды снаряжались на Алтай поисковые партии. Первооткрывателями считают отца и сына Костылёвых, позднее открытиями воспользовался уральский заводчик Акинфий Демидов.
Для разведки Демидов посылает своих приказчиков и мастеровых с Урала, которые подтвердили богатое содержание здешних руд. Кроме богатых руд, были густые сосновые леса и многочисленные реки. Таким образом, имелись все условия для создания горнозаводской промышленности. 21 сентября 1729 года заработал Колывано-Воскресенский завод.
Параллельно с медным производством, началась выплавка серебра. Итогом деятельности Акинфия Демидова и его приказчиков было создание феодальной горной промышленности, основанной на крепостном труде приписных крестьян и мастеровых.
Слухи о выплавке Демидовым серебра дошли до Петербурга, и императрица Елизавета Петровна 1 мая 1747 года издала указ, которым Алтай передавался в императорскую собственность. В 1749 году канцелярия Колывано-Воскресенского горного округа с согласия Кабинета её императорского величества была перенесена из Колывани на Барнаульский завод.
За первые пять лет с 1747 по 1752 годы на Алтае было выплавлено свыше 750 пудов серебра и более 20 пудов золота, что оценивалось в 150 тысяч рублей. Из алтайского серебра была изготовлена рака Александра Невского весом в 90 пудов, находящаяся ныне в Эрмитаже.
В 1755 году Джунгария была захвачена Китаем и территория Горного Алтая, по мнению цинской династии, должна была отойти им, однако, в 1756 году Алтай стал подданным Российского государства.
Северные же алтайцы (кумандинцы, тубалары, челканцы) значительно раньше вошли в состав России. Находясь под «высокой рукой белого царя», свыше ста алтайских волостей, улусов и аилов платили ясак в его казну.
В 1824 году из Бийска сюда приехали первые русские поселенцы и основали село Улала, на месте которого находилось небольшое поселение телеутов. Дальнейшее его развитие было тесно связано с работой Алтайской духовной миссии. В 1831 году в Улале начал работу главный стан, здесь собирались миссионеры и священнослужители. Позднее в село переехали некоторые бийские купцы. За несколько десятилетий Улала превратилась в крупный торговый центр Бийского уезда Томской губернии.
Образовавшийся ко второй половине XVIII века Алтайский горный округ — территория, включавшая нынешние Алтайский край, Новосибирскую и Кемеровскую, часть Томской и Восточно-Казахстанской областей, общей площадью свыше 500 тыс. км² и населением более 130 тыс. душ обоего пола. Император был собственником алтайских заводов, рудников, земель и лесов, главное управление ими осуществлял Кабинет, находившийся в Петербурге. Костяк управления на месте составляли горные офицеры, но главную роль в производстве играли унтер-офицеры и техники, из рядов которых вышли мастера и изобретатели И. И. Ползунов, К. Д. Фролов, П. М. Залесов, М. С. Лаулин.
В 1864—1865 годах два теленгитских отока с ограниченным суверенитетом (Первая Чуйская Волость и Вторая Чуйская Волость) вошли в состав России. На этом завершился процесс вхождения Алтая в состав Российской империи.

## Источник
- Республика Алтай. Краткая энциклопедия, А. С. Суразаков